# Північні Ігри
Північні ігри — перші міжнародні мульти-спортивні ігри, що, передусім, орієнтувалася на зимові види спорту. Були проведені з різним інтервалом між 1901 і 1926 роками.
Ігри були організовані Шведською Центральної Асоціацією Розвитку Спорту. Ці ігри лягли в основу сучасних Зимових Олімпійських ігор.

## Історія
Ігри були організовані «батьком шведського спорту» Віктором Бальком.
Після смерті Балька в 1928 році, ігри втратили значну організаційну підтримку. Північні Ігри заплановані на 1930 рік були скасовані через відсутність снігу. Наступні ігри не відбулися у зв'язку з Великою дипресією. Пізніше Друга світова війна завадила проведенню ігор.
Список Північних Ігор
- 1901: Стокгольм
- 1903: Осло (Крістіанія), Норвегія
- 1905: Стокгольм
- 1909: Стокгольм
- 1913: Стокгольм
- 1917: Стокгольм
- 1922: Стокгольм
- 1926: Стокгольм